# الدوري السويدي الدرجة الثانية 1938–39
الدوري السويدي الدرجة الثانية 1938–39 (بالسويدية: Division II i fotboll 1938/1939)‏ هو موسم من الدوري السويدي الدرجة الثانية. فاز فيه نادي هاماربي لكرة القدم.